# Гіперболоїдні конструкції

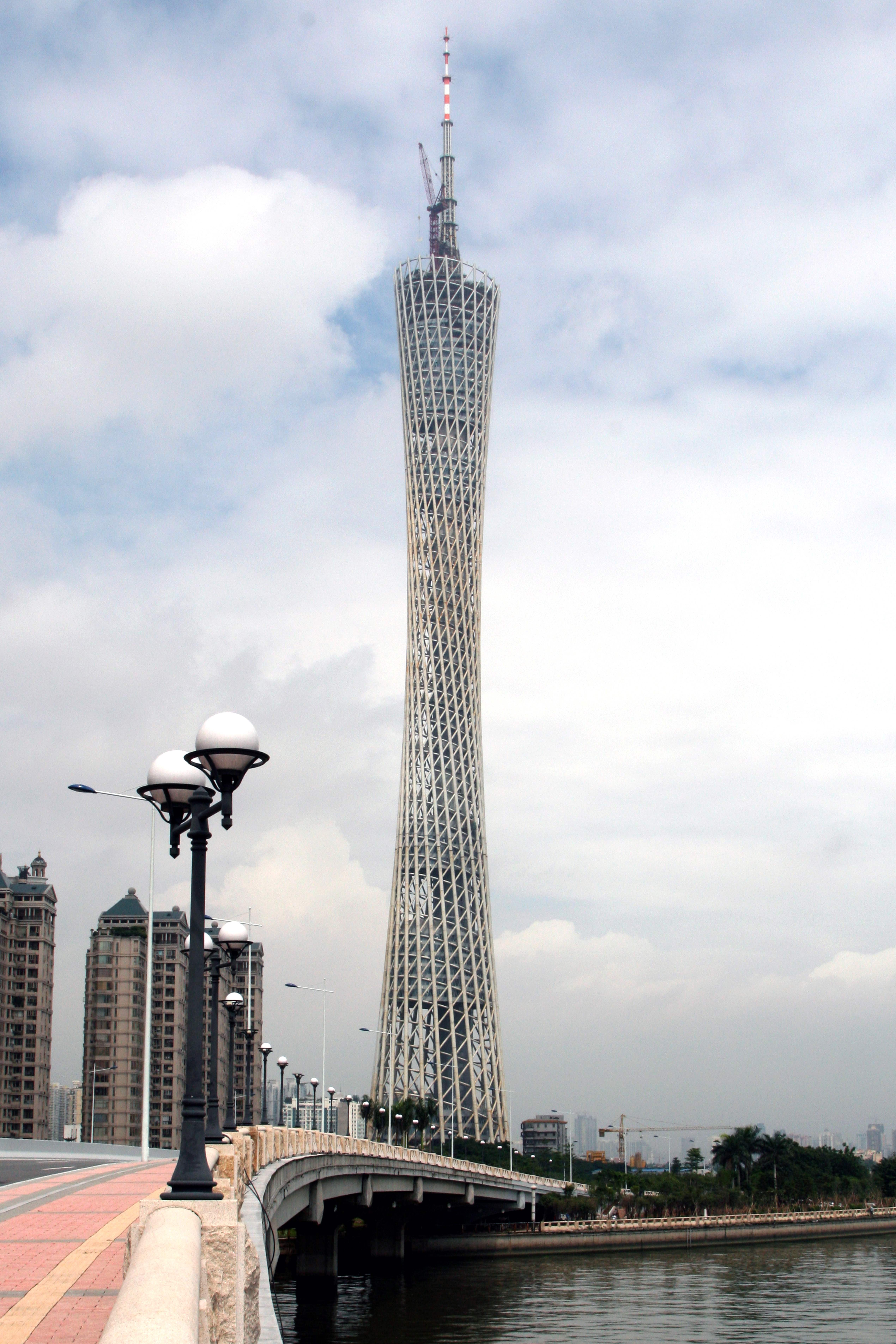
Телевежа Гуанчжоу

Гіперболоїдні конструкції в будівництві та архітектурі — споруди у формі однопорожнинного гіперболоїда або гіперболічного параболоїда, що є двічі лінійчатими поверхнями. Завдяки цьому такі конструкції, незважаючи на свою кривизну, можуть бути збудованими з прямих схрещених балок.

## Історія

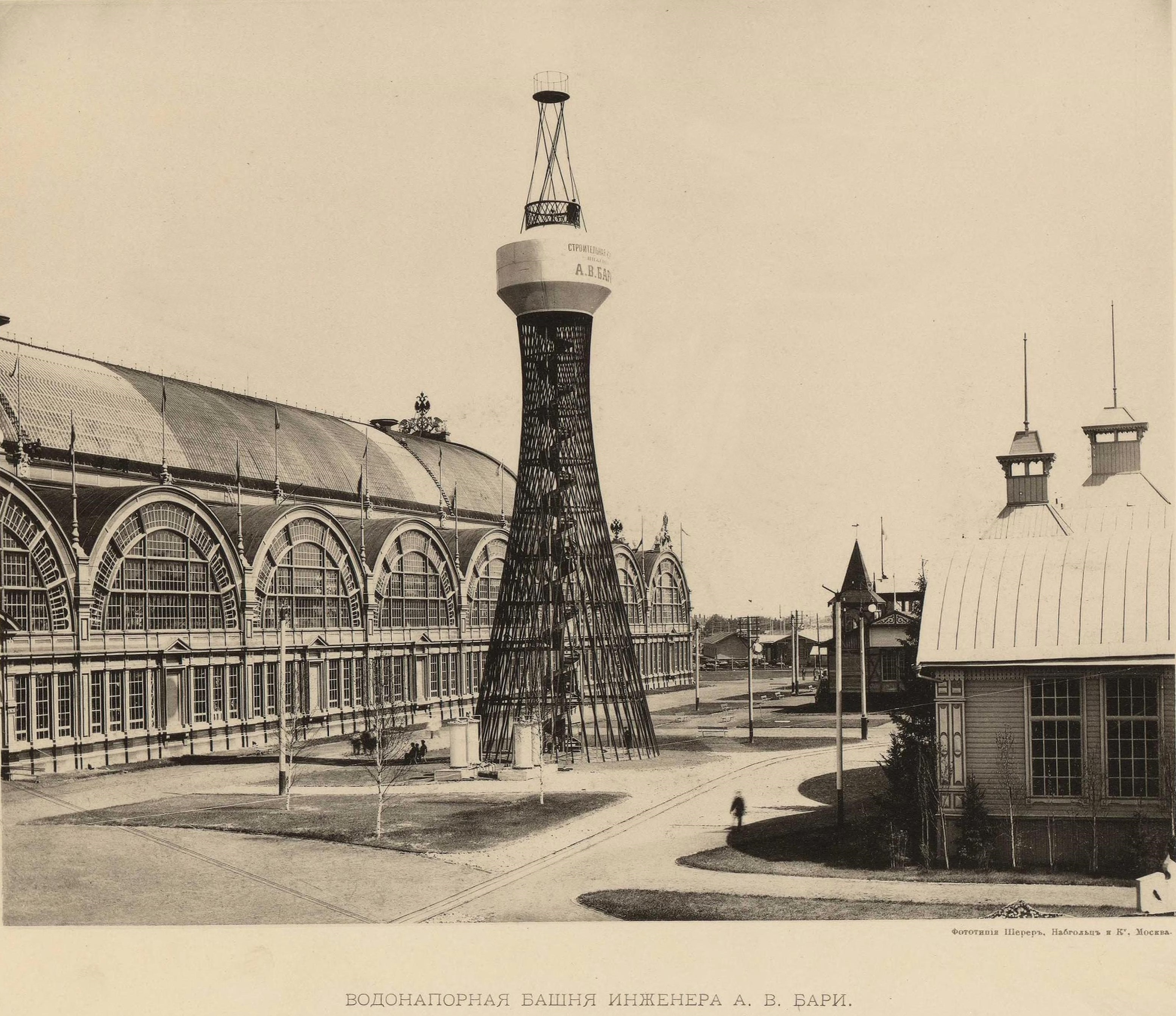
Перша в світі гіперболоїдна конструкція. Всеросійська виставка 1896 року, Нижній Новгород

Гіперболоїдну форму конструкцій ввів в архітектуру інженер В. Г. Шухов (патент Російської Імперії № 1896 від 12 березня 1899 року, заявлений 11 січня 1896). Перша в світі гіперболоїдна конструкція була побудована Шуховим для Всеросійської промислової і художньої виставки в Нижньому Новгороді, що проходила з 28 травня (9 червня) по 1 (13 жовтня) 1896 року. Протягом свого життя Шухов побудував більше двохсот гіперболоїдних веж різного призначення.

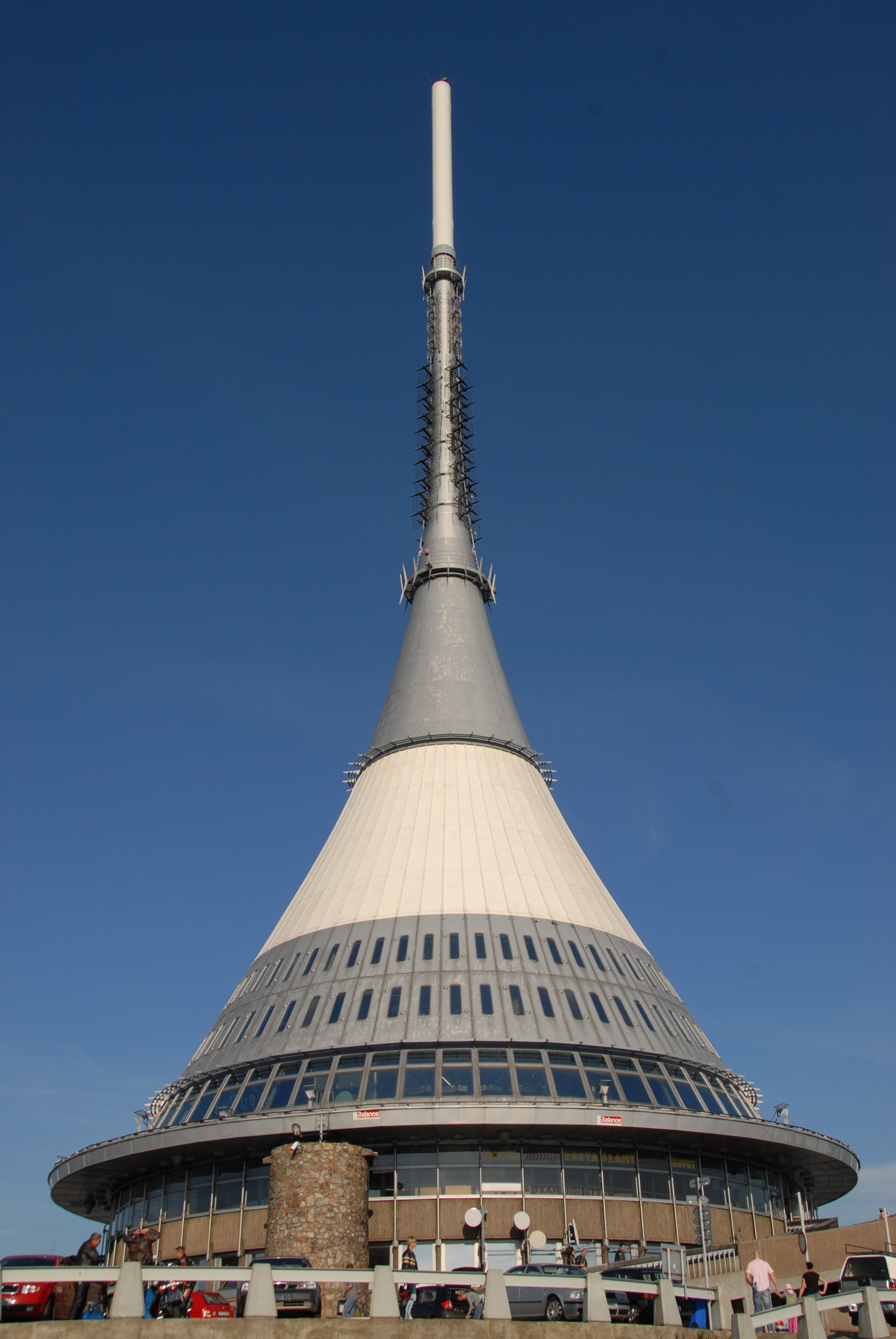
Вежа Йештед, Чехія

На початку 20-го століття гіперболоїдні конструкції почали використовувати в кораблебудуванні, в основному в США, при зведенні башт та щогл, що було пов'язано з потребою розміщення на щоглах важких приладів при меншому опорі вітру та вразливості в бою.
Подальшою модифікацією ідеї сітчастих гіперболоїдних конструкцій стала конструкція радіобашта на Шаболовці в Москві, побудована Шуховим в 1919–1922 рр.. Початковий проєкт висотою 350 м через дефіцит металу був замінений на 150-метровий варіант, який експлуатується і досі.
Гіперболоїдні конструкції згодом використовували і інші архітектори: Гауді, Ле Корбюзьє, Оскар Німейєр тощо. В 1963 році в порту міста Кобе в Японії була побудована 108-метрова гіперболоїдна вежа (Kobe Port Tower). В 1968 році в Чехії за проєктом архітектора Карела Хубачека була побудована гіперболідная вежа «Йештед» висотою 94 метри. В 2003 році була побудована гіперболоїдна вежа Шухова в Цюриху. Найвищою подібною будівлею є 610-метрова гіперболоїдна сітчаста Телевежа Гуанчжоу (Китай), побудована в 2010 році.
За схемою гіперболоїдних конструкцій також будують градирні теплових станцій.

## Нові проєкти
- Вежа Вортекс, Лондон, Велика Британія
- Криштальний острів, Москва, Росія